# Hahneberg (Neusalza-Spremberg)
Der Hahneberg, in manchen Karten auch "Halmeberg" oder "Hainberg" genannt, liegt nördlich der Ortslage Neusalza-Spremberg im Landkreis Görlitz, (Sachsen). Sein Name lässt sich von mitteldeutsch hagen, hain für Buschwald ableiten.

## Geographie
Der Hahneberg (410,1 m) und der davon östlich gelegene Fuchsberg (422,9 m) werden vom Oppacher Flößchen im Norden, der Kothe im Osten, von der Spree im Süden und einem weiteren Rinnsal im Westen begrenzt. Sie gehören zur Mikrogeochore „Bergrücken Großer Wald“.

## Geologie
Das aus Lausitzer Granodiorit bestehende, sich von Nordost nach Südwest erstreckende Massiv liegt auf Spremberger Flur. Es überragt das Spreetal um fast 100 m.
An der höchsten Stelle der Hahnebergkuppe befindet sich eine plateauartige Verebnung. An deren Südwestseite sitzt eine bereits stark verwitterte, 4 m breite und 2 m hohe Klippe auf. Im benachbarten Gelände liegen verstreut Blöcke mit einer Kantenlänge bis zu 3 m, deren Verbreitung kaum 20 % der Gesamtfläche überschreitet. Auf dem südöstlichen Ausläufer des Hahneberges sticht inmitten von Wiesen- und Weideflächen die bewaldete Anhöhe Güttlerbüschl mit ihrer markanten Gipfelklippe hervor. Das geologische Phänomen wird in jüngster Zeit sowohl als Objekt der Archäoastronomie als auch historisch als steinernes Relikt des Neolithikums gesehen.
Bis zum Zweiten Weltkrieg wurde an mehreren Stellen der Granodiorit gewonnen. Dies bezeugen mit Wasser gefüllte Steinbrüche (z. B. Kompaniebruch im Nordosten) und mit dichtem Strauchwerk bewachsene Abraumhalden. Zurückgeblieben sind auch noch nach vielen Richtungen ausgebaute Zufahrtswege. Ca. 800 m nordöstlich des Hahneberges, bereits auf Schönbacher Flur, wurde noch bis 1968 Lamprophyr abgebaut.

## Sonstiges
Der Oberlausitzer Bergweg aus dem Mittellausitzer Bergland zum Kottmar quert am Westende des Waldes von Nord nach Süd entlang des Beiersdorfer Weges den Hahneberg.
Fichtenforst bestimmt das Waldbild, wie bei den Steinklunsen.
Ursprünglicher Stieleichen-Birkenwald befindet sich am Westhang des Hahneberges. Am Südhang des östlich gelegenen Fuchsberges ist die Winterlinde auffallend häufig.
Der südliche Ausläufer des Fuchsberges wird als Kritschen- oder Kretschamberg (372,7 m) bezeichnet. An seiner Südflanke, bereits nahe an Spremberg, erheben sich in einem Waldstück die Schmiedesteine. Diese Granodiorit-Klippen wurden durch Einhauen von Treppen, Anlegen von Geländern und durch Einfügen in eine Naturbühne verändert.
Ein anderer Bergsporn des Fuchsberges heißt Lammberg, benannt nach der früheren Spremberger Schäferei.
In den 1950er-Jahren befand sich im Hahneberg, links vom Zugang zum Steinbruch, ein Schießstand der GST mit einer 40 m langen Schießbahn, die in NNW-Richtung, Abzweig Beiersdorfer Weg, verlief. Die GST-Kameraden, die dort Schießübungen durchführten, waren in den lokalen Betrieben "Baumwolle" und "MTS" beruflich tätig. Den Schießstand mit Erdwall und Kugelfang nutzten zuweilen auch GST-Mitglieder aus Löbau. Heute ist diese Anlage völlig zugewachsen.

## Quelle
- Theodor Schütze (Hrsg.): Zwischen Strohmberg, Czorneboh und Kottmar (= Werte unserer Heimat. Band 24). 1. Auflage. Akademie-Verlag, Berlin 1974.